# Robert Hare (Chemiker)

Robert Hare

Robert Hare (* 17. Januar 1781 Philadelphia, Pennsylvania; † 15. Mai 1858 ebenda) war ein amerikanischer Chemiker.

## Leben
Hare ist der Sohn des aus England ausgewanderten Robert Hare und von Margaret Willing, einer Cousine von Thomas Willing, einem Politiker und Leiter der Bank of North America. Sein Vater hatte in Philadelphia eine große Brauerei gegründet. Hare half in seiner Jugend in der Brauerei, besuchte aber keine reguläre Schule. Auf Grund seines Interesses an der Naturwissenschaft besuchte er an der Academy der University of Pennsylvania einige Kurse bei James Woodhouse. Nach dem Tod von James Woodhouse wollte er dessen Lehrstuhl übernehmen, was aber auf Grund der fehlenden Promotion abgelehnt wurde. Er lehrte aber von 1810 bis 1812 an der medizinischen Fakultät an dem für ihn neu geschaffenen Lehrstuhl für Naturphilosophie. Da er nur wenige Studenten für die optionalen Vorlesungen gewinnen konnte, war dies wirtschaftlich für ihn uninteressant und er führte nach dem Tod seines Vaters die ererbte Brauerei weiter, mit der er infolge des Krieges im Jahr 1812 aber in wirtschaftliche Schwierigkeiten geriet. Im Jahr 1818 wurde ihm am William and Mary College eine Position als Professor für Naturphilosophie angeboten und später ihm selben Jahr eine Position als Professor für Chemie an der medizinischen Fakultät. 1824 wurde Hare in die American Academy of Arts and Sciences gewählt. Das Lehramt für Chemie übte er bis 1847 aus. Im Jahr 1854 wandte er sich dem Spiritismus zu und schrieb darüber mehrere Bücher, die ihn in den Vereinigten Staaten als Spiritisten bekannt machten.
Hare war mit Harriett Clark verheiratet, das Ehepaar hatte sechs Kinder.

## Wissenschaftliche Erfolge
Hare erforschte und entwickelte kurz nach 1800 und etwa zeitgleich mit Edward Daniel Clarke aus Cambridge den mit Sauerstoff und Wasserstoff betriebenen Schneidbrenner, mit dem es ihm auch möglich wurde, Platin zu schmelzen. Er verfasste im Jahr 1802 darüber ein kurzes Schriftstück Memoir on the Supply and Application of the Blow-Pipe (Philadelphia: Chemical Society), das ihn durch seine Veröffentlichung in dem anerkannten English Philosophical Magazine und den französischen Annales de Chimie auch international bekannt machte. Auf Grund seiner Erfindung des Schneidbrenners wurde er im Jahr 1803 in die American Philosophical Society aufgenommen. Er erhielt von der Yale University im Jahr 1806 einen Ehrendoktor für Medizin und im Jahr 1816 von der Harvard University einen weiteren Ehrendoktortitel. Für die Erfindung des Schneidbrenners erhielt er im Jahr 1839 den erstmals vergebenen Rumford-Preis. In den 1820er Jahren entwickelte er den Deflagrator, eine Form der galvanischen Zelle mit besonders großen Elektroden. Er forschte auf dem Gebiet der Salze.